# Lillo (Kasztília-La Mancha)
Lillo egy község Spanyolországban, Toledo tartományban. Lillo La Guardia, Corral de Almaguer, Villacañas, Tembleque és El Romeral községekkel határos. Lakosainak száma 2493 fő (2024).

## Népesség
A település népessége az utóbbi években az alábbiak szerint változott:
| Lakosok száma | 2905 | 2706 | 2962 | 3062 | 3114 | 2898 | 2695 | 2577 | 2543 | 2493 |
|               | 2001 | 2004 | 2007 | 2009 | 2012 | 2014 | 2017 | 2019 | 2022 | 2024 |